# 12 ноември
12 ноември е 316-ият ден в годината според григорианския календар (317-и през високосна година). Остават 49 дни до края на годината.

## Събития
- 680 г. – Започва 6-ият вселенски събор в Константинопол.
- 1914 г. – Първа световна война: Османската империя обявява война на държавите от Антантата.
- 1918 г. – Австрия е обявена за република.
- 1927 г. – Съветският политик Лев Троцки е изключен от Комунистическата партия на Съветския съюз, което осигурява на Йосиф Сталин неограничен контрол над СССР.
- 1936 г. – Влиза в експлоатация мостът „Сан Франциско – Оукланд“, който свързва Сан Франциско и Оукланд през Санфранциския залив.
- 1959 г. – Осъществен е първият полет на летателния апарат „Аврокар“, изведен от експлоатация през 1961 г.
- 1965 г. – От СССР е изстрелян автоматичният космически апарат „Венера 2“.
- 1979 г. – Президентът на САЩ Джими Картър въвежда ембарго на вноса на нефт от Иран като ответна мярка на завземането на сградата на американското посолство в Техеран.
- 1980 г. – Космическият апарат на НАСА „Вояджър 1“ се доближава максимално до Сатурн и прави първи снимки на пръстените му.
- 1982 г. – След смъртта на Леонид Брежнев за генерален секретар на ЦК на КПСС е избран Юрий Андропов.
- 1990 г. – Принц Акихито е избран за 125-и император на Япония.
- 1991 г. – Индонезийската армия открива огън по студентска демонстрация в Тимор по повод погребението на техен колега; загиват 250 души, 280 се считат за изчезнали.
- 1996 г. – Самолетът при полет 763 на „Саудиа“ и този при полет 1907 на „Казахстан Еърлайнс“ се сблъскват във въздуха в Чархи Дадри, Индия; загиват 349 души.
- 1999 г. – Самолетът при полет 3275 на „Си Флай“ с хуманитарни работници, служители на ООН и журналисти катастрофира във Вучитрън, Косово и убива всички 24 души на борда.
- 2001 г. – Самолетът при полет 587 на „Американ Еърлайнс“ на път за Доминиканската република, се разбива минути след излитане от международното летище „Джон Ф. Кенеди“ и убива всички 260 души на борда и 5 на земята.
- 2004 г. – Състои се погребението на Ясер Арафат в Рамалах, Палестина.
- 2014 г. – Сондата Филе каца върху кометата 67P/Чурюмов-Герасименко.

## Родени
- 1542 г. – Клод Валоа, херцогиня на Лотарингия († 1575 г.)
- 1825 г. – Юлия фон Хауке, принцеса Батенберг († 1895 г.)
- 1833 г. – Александър Бородин, руски композитор († 1887 г.)
- 1840 г. – Огюст Роден, френски скулптор († 1917 г.)
- 1842 г. – Джон Уилям Стрът, английски физик, Нобелов лауреат през 1904 г. († 1919 г.)
- 1866 г. – Сун Ятсен, китайски политик († 1925 г.)
- 1867 г. – Стефан Нерезов, български военен деец († 1925 г.)
- 1881 г. – Максимилиан фон Вайкс, германски фелдмаршал († 1954 г.)
- 1898 г. – Леон Щукел, словенски гимнастик и юрист († 1999 г.)
- 1904 г. – Петър Драгоев, български преводач († 1990 г.)
- 1906 г. – Елисей Тодоров, български микробиолог (? г.)
- 1908 г. – Ханс Вернер Рихтер, германски писател († 1993 г.)
- 1915 г. – Ролан Барт, френски критик и писател († 1980 г.)
- 1929 г. – Михаел Енде, германски писател († 1995 г.)
- 1929 г. – Грейс Кели, американска актриса и принцеса на Монако († 1982 г.)
- 1933 г. – Борислав Ивков, югославски шахматист († 2022 г.)
- 1934 г. – Вава, бразилски футболист († 2002 г.)
- 1934 г. – Леонид Щейн, украински шахматист († 1973 г.)
- 1938 г. – Ричард Мей, британски юрист († 2004 г.)
- 1942 г. – Добромир Жечев, български футболист
- 1942 г. – Александър Петков, български политик († 1996 г.)
- 1943 г. – Бьорн Валдегорд, шведски автомобилен състезател († 2014 г.)
- 1943 г. – Рашо Рашев, български историк († 2008 г.)
- 1953 г. – Василис Карас, гръцки певец († 2023 г.)
- 1956 г. – Стойко Пеев, български актьор
- 1957 г. – Сесилия Сиганер-Албениз, първа дама на Франция
- 1961 г. – Надя Команечи, румънска гимнастичка
- 1972 г. – Пабло Зарницки, аржентински шахматист
- 1973 г. – Рада Мичъл, австралийска актриса
- 1974 г. – Алесандро Бириндели, италиански футболист
- 1975 г. – Дарио Шимич, хърватски футболист
- 1976 г. – Мауро Каморанези, италиански футболист
- 1980 г. – Райън Гослинг, канадски актьор
- 1982 г. – Ан Хатауей, американска актриса
- 1984 г. – Сандара Пак, южнокорейска певица (2NE1)

## Починали
- 607 г. – Бонифаций III, римски папа (* 6 век)
- 1035 г. – Кнут Велики, крал на Дания (* 995 г.)
- 1252 г. – Бланш Кастилска, кралица на Франция (* 1188 г.)
- 1897 г. – Стоян Костов, български просветен деец (* 1832 г.)
- 1903 г. – Камий Писаро, френски художник (* 1831 г.)
- 1925 г. – Крум Дрончилов, български географ (* 1889 г.)
- 1955 г. – Мариано Латоре, чилийски писател (* 1886 г.)
- 1955 г. – Иван Строгов, български политик (* 1878 г.)
- 1973 г. – Арман Тирар, френски кинооператор (* 1899 г.)
- 1973 г. – Иван Точко, македонски писател (* 1914 г.)
- 1981 г. – Херман Пилник, аржентински шахматист (* 1914 г.)
- 1981 г. – Уилям Холдън, американски актьор (* 1918 г.)
- 1983 г. – Северина Тенева, българска актриса (* 1945 г.)
- 1989 г. – Долорес Ибарури, испанска комунистка (* 1895 г.)
- 1994 г. – Атанас Комшев, български борец (* 1959 г.)
- 1996 г. – Витаутас Жалакявичус, литовски режисьор (* 1930 г.)
- 1997 г. – Емил Карастойчев, български шахматист (* 1916 г.)
- 2008 г. – Мич Мичъл, британски барабанист (* 1947 г.)
- 2018 г. – Стан Лий, американски писател (* 1922 г.)

## Празници
- Азербайджан – Ден на Конституцията
- Източен Тимор – Ден на Санта Круз (Светия Кръст)
- Република Китай (Тайван) – Годишнина от рождението на Сун Ятсен (1866 г.)
- Либерия – Ден на народната памет
- Малдиви – Празник на републиката (1968 г.)
- Русия – Ден на спестовната банка